# 巴伊亞聯邦學院
巴伊亞聯邦學院（葡萄牙語：Instituto Federal da Bahia，簡稱IFBA）是巴西的一所公立大學，位於巴伊亞。該校主要教授科學及科技，於1910年成立，而現時的體系則於2008年成立。